# 斑鼷鹿属
斑鼷鹿属（学名：Moschiola）是偶蹄目鼷鹿科的一属，分布于南亚，包括3种：
- 斑鼷鹿 Moschiola meminna
- 印度斑鼷鹿 Moschiola indica
- 黄纹鼷鹿 Moschiola kathygre

動物園餵食桑葉、胡蘿蔔、粒料、地瓜。